# الضبرة (المحويت)
الضبره هي إحدى قرى الجمهورية اليمنية. وهي تتبع جغرافيًا لمحافظة المحويت. وإداريًا لمديرية الرجم. يبلغ تعداد سكانها 1148 نسمة حسب الإحصاء الذي جرى عام 2004.